# George Pollock (militär)

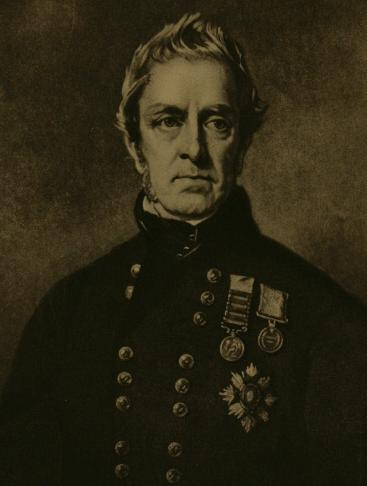
George Pollock.

George Pollock, född den 4 juni 1786 i Piccadilly i London, död den 6 oktober 1872 i Walmer i Kent, var en engelsk krigare. Han var bror till Frederick Pollock, 1:e baronet och farfars bror till Frederick Pollock, 3:e baronet.
Pollock gick 1803 i brittiska Ostindiska kompaniets tjänst som artilleriofficer och hade (1841) avancerat till överbefälhavare över trupperna väster om Indus, då han 1842 genom sitt skickligt planerade och lyckosamt genomförda fälttåg i Afghanistan vann stort rykte. Efter en rad lyckligt utförda operationer forcerade han i april Khyberpasset och marscherade mot Jalalabad till sir Robert Sales undsättning, tillfogade därefter afghanerna nya grundliga nederlag vid Gandamak i augusti och vid Jagdalak i september, framträngde till Kabul, hissade den 16 september ånyo engelska flaggan i borgen Bala Hissar och förde de i Kabul förvarade engelska fångarna jämte sina egna trupper oskadda tillbaka genom Khyberpasset till Indien. Denna bragd tillskyndade honom parlamentets tacksägelse och andra utmärkelser av flera slag. År 1846 nödgades han av hälsoskäl att återvända till England, 1851 blev han generallöjtnant, 1854 en av Ostindiska kompaniets direktörer, 1859 general och 1870 fältmarskalk samt erhöll 1872 baronetvärdighet. Han begrovs i Westminster Abbey.